# La Meignanne
La Meignanne ist eine Ortschaft und eine Commune déléguée in der französischen Gemeinde Longuenée-en-Anjou mit 2.304 Einwohnern (Stand 1. Januar 2022) im Département Maine-et-Loire in der Region Pays de la Loire.  Die Einwohner werden Meignannais(es) genannt.
Mit Wirkung vom 1. Januar 2016 wurden die Gemeinden La Meignanne, La Membrolle-sur-Longuenée, Le Plessis-Macé und Pruillé zu einer Commune nouvelle mit dem Namen Longuenée-en-Anjou zusammengelegt. Die Gemeinde La Meignanne gehörte zum Arrondissement Angers und zum Kanton Angers-4.

## Geographie
La Meignanne liegt etwa zehn Kilometer nordwestlich von Angers.

## Bevölkerungsentwicklung
| 1962 | 1968 | 1975 | 1982 | 1990 | 1999 | 2006 | 2012 |
| ---- | ---- | ---- | ---- | ---- | ---- | ---- | ---- |
| 728  | 713  | 731  | 1163 | 1576 | 2054 | 2087 | 2175 |

## Politik

### Bürgermeister
- 1993–2014 Marcel Maugeais[1]
- 1977–1993 Louis Bossé

### Gemeindepartnerschaft
- Alfhausen, Deutschland, seit 2002

## Sehenswürdigkeiten
- Dolmen von Fessine

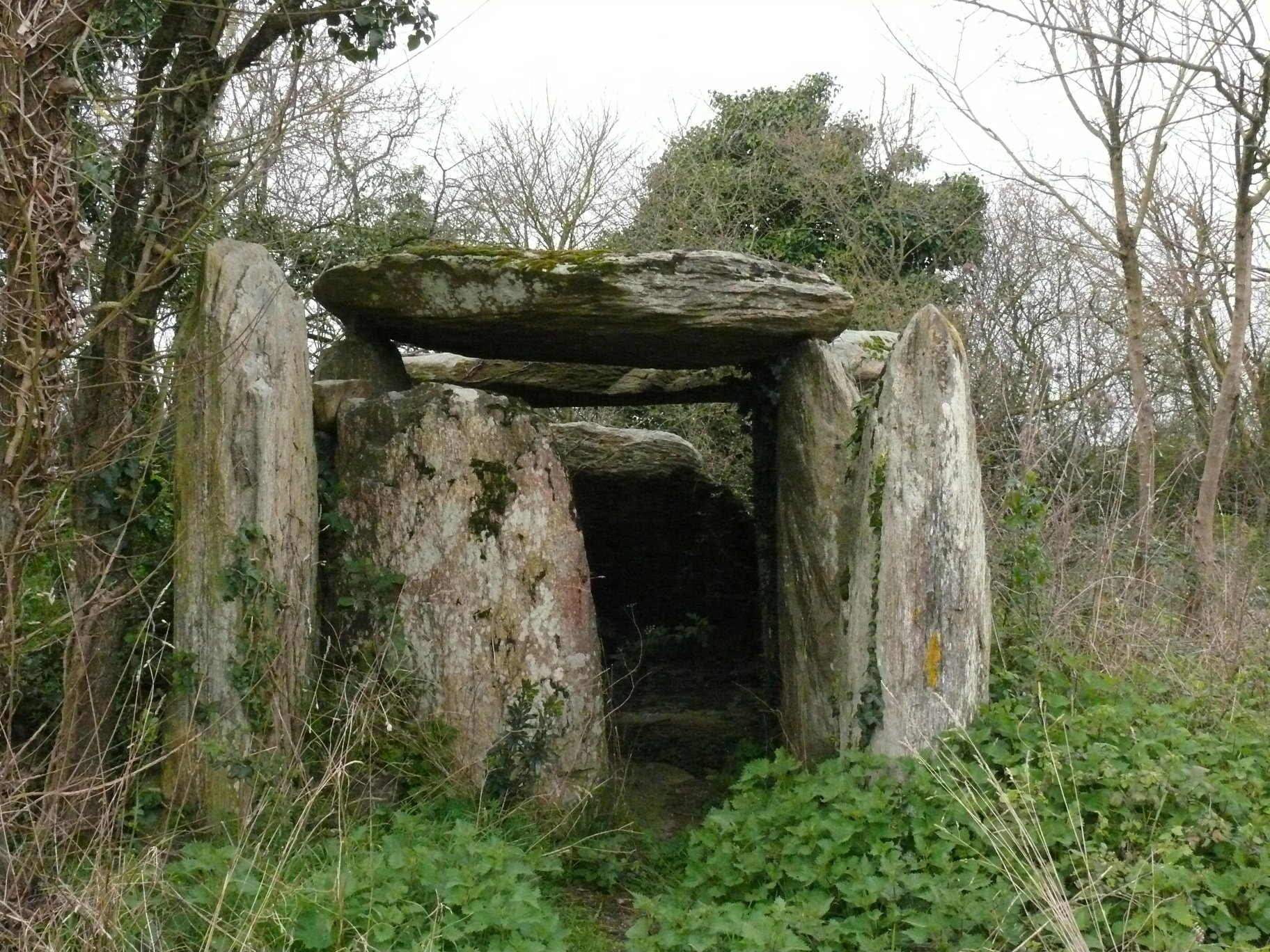
Dolmen von Fessine

- Kirche Saint-Venant aus dem 19. Jahrhundert
- Altes Pfarrhaus von 1738 (seit 2006 Rathaus)
- Schloss Saint-Quentin aus dem 19. Jahrhundert
- Schloss Saint-Venant aus dem 19. Jahrhundert
- Schloss La Goujonnaie aus dem 18./19. Jahrhundert
- Schloss La Cailleterie aus dem 18. Jahrhundert
- Schloss La Filotière
- Turm der Mühle La Coudre
- Mühlen La Tansolière und La Farauderie

## Persönlichkeiten
- Joseph de Joannis (1864–1932), Entomologe